# Katrin Zeller
Katrin Zeller (n. 1 martie 1979, Oberstdorf, Bavaria, Germania) este o schioară de fond ce a reprezentat Germania, medaliată olimpică. A participat la 2 ediții ale Jocurilor Olimpice (2010, 2014) în care a câștigat o medalie de argint.